# Masaba
Masaba es un subcondado del distrito de Busia. Está ubicado en la región Oriental de Uganda.

## Superficie
Posee una superficie de 68,93 kilómetros cuadrados.

## Población
Hasta 2020 presentaba una población de 27 700 habitantes, con una densidad de población de 401,9 habitantes por kilómetro cuadrado. De ellos 13 600 correspondían a hombres (49,1%) y 14 100 mujeres (50,9%).